# Старе Баракі
Старе Баракі (пол. Stare Baraki) — село в Польщі, у гміні Заклікув Стальововольського повіту Підкарпатського воєводства.
Населення — 151 особа (2011).
У 1975-1998 роках село належало до Тарнобжезького воєводства.

## Демографія
Демографічна структура станом на 31 березня 2011 року:
|          | Загалом | Допрацездатний вік | Працездатний вік | Постпрацездатний вік |
| -------- | ------- | ------------------ | ---------------- | -------------------- |
| Чоловіки | 87      | 18                 | 55               | 14                   |
| Жінки    | 64      | 8                  | 30               | 26                   |
| Разом    | 151     | 26                 | 85               | 40                   |